# 260-я штурмовая авиационная дивизия
260-я штурмовая авиационная Свирская Краснознамённая ордена Суворова дивизия (260-я шад) — соединение Военно-Воздушных сил (ВВС) Вооружённых Сил РККА штурмовой авиации, принимавшее участие в боевых действиях Великой Отечественной войны.

## Наименования дивизии

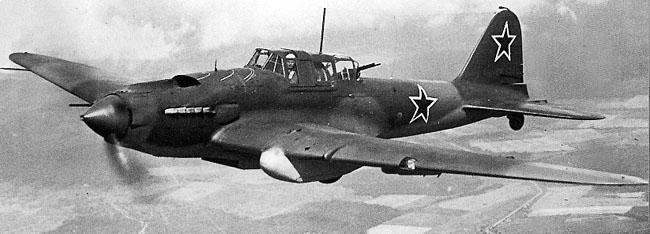
Ил-2

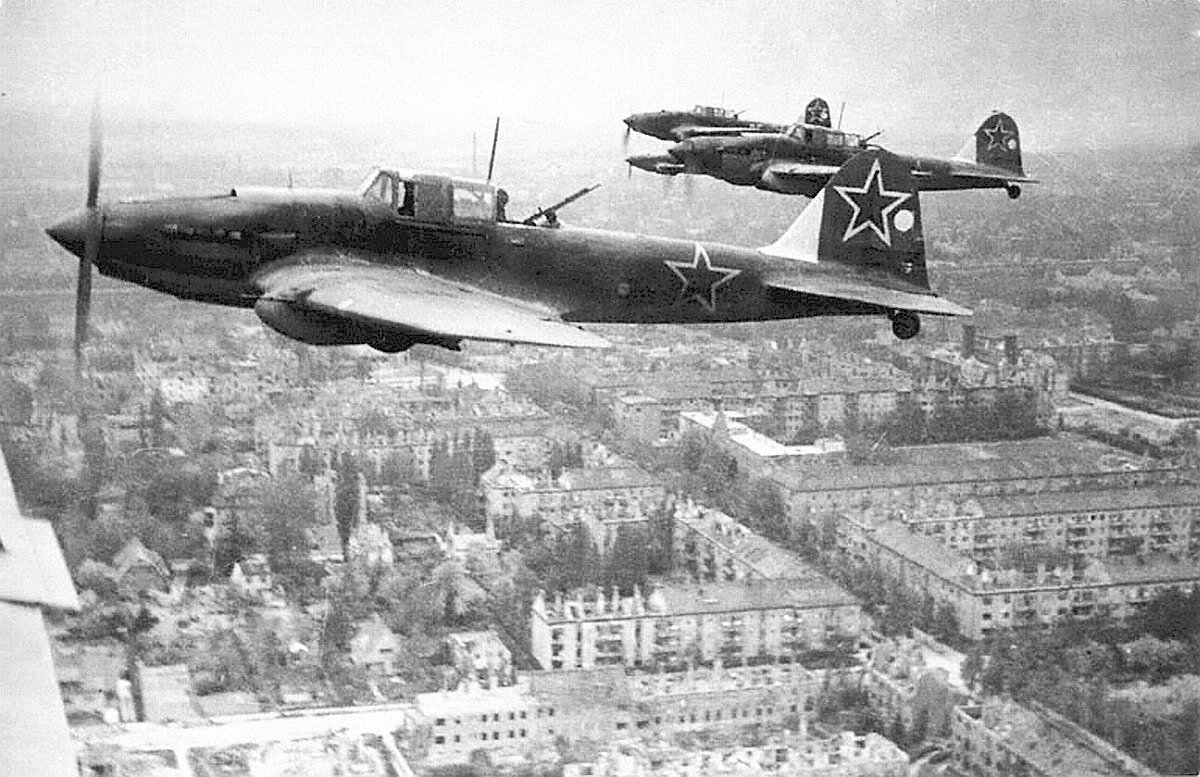
Звено Ил-2 м над Берлином в 1945 году

- 260-я бомбардировочная авиационная дивизия;
- 260-я смешанная авиационная дивизия;
- 260-я смешанная авиационная Свирская дивизия;
- 260-я смешанная авиационная Свирская ордена Суворова дивизия;
- 260-я штурмовая авиационная Свирская ордена Суворова дивизия;
- 260-я штурмовая авиационная Свирская Краснознамённая ордена Суворова дивизия;
- Полевая почта 40513.

## Создание дивизии
260-я штурмовая авиационная Свирская ордена Суворова дивизия сформирована 14 ноября 1944 года переформированием 260-й смешанной авиационной Свирской ордена Суворова дивизии.

## Расформирование дивизии
260-я штурмовая авиационная Свирская Краснознамённая ордена Суворова дивизия 31 декабря 1945 года была расформирована в составе 4-й воздушной армии Северной группы войск в Польше.

## В действующей армии
В составе действующей армии:
- с 22 декабря 1944 год по 9 мая 1945 года.

## Командир дивизии
| Звание    | Имя                                         | Период                  | Примечание |
| --------- | ------------------------------------------- | ----------------------- | ---------- |
| Полковник | Калугин (Рейфшнейдер) Георгий Александрович | 14.11.1944 — 31.12.1945 |            |

## В составе объединений
| Дата          | Фронт (округ)         | Армия               | Корпус | Примечания |
| ------------- | --------------------- | ------------------- | ------ | ---------- |
| 14.11.1944 г. | Резерв ВГК            | 7-я воздушная армия | -      | -          |
| 22.12.1944 г. | 2-й Белорусский фронт | 4-я воздушная армия | -      | -          |
| 09.05.1945 г. | 2-й Белорусский фронт | 4-я воздушная армия | -      | -          |
| 10.06.1945 г. | Северная группа войск | 4-я воздушная армия | -      | -          |
| 31.12.1945 г. | Северная группа войск | 4-я воздушная армия | -      | -          |

## Части и отдельные подразделения дивизии
За весь период своего существования боевой состав дивизии не претерпевал изменения:
| Период                  | Наименование                     | Вооружение |
| ----------------------- | -------------------------------- | ---------- |
| 14.11.1944 — 31.12.1945 | 214-й штурмовой авиационный полк | Ил-2       |
| 14.11.1944 — 31.12.1945 | 828-й штурмовой авиационный полк | Ил-2       |
| 14.11.1944 — 31.12.1945 | 839-й штурмовой авиационный полк | Ил-2       |
| 14.11.1944 — 27.12.1944 | 957-й штурмовой авиационный полк | Ил-2       |

### Боевой состав на 9 мая 1945 года
| Наименование                     | Вооружение                 |
| -------------------------------- | -------------------------- |
| 214-й штурмовой авиационный полк | Ил-10, Пренцлау (Германия) |
| 828-й штурмовой авиационный полк | Ил-10, Пренцлау (Германия) |
| 839-й штурмовой авиационный полк | Ил-10, Пренцлау (Германия) |

## Участие в операциях и битвах
- Восточно-Прусская операция[2] — с 13 января 1945 года по 25 апреля 1945 года.
- Млавско-Эльбингская операция[2] — с 14 января 1945 года по 26 января 1945 года.
- Берлинская наступательная операция[2] — с 16 апреля 1945 года по 8 мая 1945 года

## Почётные наименования
- 214-му штурмовому авиационному полку присвоено почётное наименование «Гданьский»[3].
- 839-му штурмовому авиационному полку присвоено почётное наименование «Новогеоргиевский»[4].

## Награды
- 260-я штурмовая авиационная Свирская ордена Суворова II степени дивизия за отличные боевые действия Указом Президиума Верховного Совета СССР награждена орденом «Боевого Красного Знамени».
- 214-й штурмовой авиационный Гданьский полк Указом Президиума Верховного Совета СССР награждён орденом «Боевого Красного Знамени».
- 839-й штурмовой авиационный Новогеоргиевский полк Указом Президиума Верховного Совета СССР награждён орденом «Боевого Красного Знамени».
- 828-й штурмовой авиационный Свирский полк Указом Президиума Верховного Совета СССР награждён орденом «Суворова III степени».

## Благодарности Верховного Главнокомандующего
Воинам дивизии объявлены благодарности Верховного Главнокомандующего:
- За овладение городами Пшасныш и Модлин[5].
- За овладение городами Млава, Дзялдов (Зольдау) и Плоньск[6].
- За овладение городами Остероде и Дейч-Эйлау[7].
- За овладение городами Хойнице и Тухоля[8].
- За овладение городом Черск[9].
- За овладение городами Шлохау, Штегерс, Хаммерштайн, Бальденберг, Бублиц[10].
- За овладение городами Руммельсбург и Поллнов[11].
- За овладение городом Кёзлин[12].
- За овладение городом и крепостью Грудзёндз[13].
- За овладение городами Гнев и Старогард[14].
- За овладение городами Бытув и Косьцежина[15].
- За овладение городом и крепостью Гданьск[16].
- За овладение городом Штеттин[17].
- За овладение городами Пренцлау и Ангермюнде[18].
- За овладение городами Анклам, Фридланд, Нойбранденбург, Лихен[19].
- За овладение городами Штральзунд, Гриммен, Деммин, Мальхин, Варен, Везенберг[20].
- За овладение городами Барт, Бад-Доберан, Нойбуков, Барин, Виттенберге[21].
- За овладение портом и военно-морской базой Свинемюнде[22].
- За овладение островом Рюген[23].

## Отличившиеся воины дивизии
| - Богданов Виктор Иванович, капитан, заместитель командира эскадрильи – штурман эскадрильи 828-го штурмового авиационного полка 260-й штурмовой авиационной дивизии 4-й воздушной армии Указом Президиума Верховного Совета СССР от 18 августа 1945 года удостоен звания Герой Советского Союза. Золотая Звезда № 8857. - Грошев Николай Петрович, старший лейтенант, командир эскадрильи 214-го штурмового авиационного полка 260-й штурмовой авиационной дивизии 4-й воздушной армии Указом Президиума Верховного Совета СССР от 18 августа 1945 года удостоен звания Герой Советского Союза. Золотая Звезда № 8211. - Зайцев Валентин Алексеевич, лейтенант, командир звена 828-го штурмового авиационного полка 260-й штурмовой авиационной дивизии 4-й воздушной армии Указом Президиума Верховного Совета СССР от 18 августа 1945 года удостоен звания Герой Советского Союза. Золотая Звезда № 8212. - Козлов Владимир Васильевич, младший лейтенант, командир звена 828-го штурмового авиационного полка 260-й штурмовой авиационной дивизии 4-й воздушной армии Указом Президиума Верховного Совета СССР от 18 августа 1945 года удостоен звания Герой Советского Союза. Золотая Звезда № 8213. - Макаров Михаил Афанасьевич, лейтенант, командир звена 828-го штурмового авиационного полка 260-й штурмовой авиационной дивизии 4-й воздушной армии Указом Президиума Верховного Совета СССР от 18 августа 1945 года удостоен звания Герой Советского Союза. Золотая Звезда № 7954. - Новиков Борис Алексеевич, капитан, командир эскадрильи 214-го штурмового авиационного полка 260-й штурмовой авиационной дивизии 4-й воздушной армии Указом Президиума Верховного Совета СССР от 18 августа 1945 года удостоен звания Герой Советского Союза. Золотая Звезда № 8210. - Омигов Иван Фёдорович, лейтенант, старший лётчик 828-го штурмового авиационного полка 260-й штурмовой авиационной дивизии 4-й воздушной армии Указом Президиума Верховного Совета СССР от 18 августа 1945 года удостоен звания Герой Советского Союза. Золотая Звезда № 8214. - Рубанов Пётр Акимович, капитан, командир эскадрильи 828-го штурмового авиационного полка 260-й штурмовой авиационной дивизии 4-й воздушной армии Указом Президиума Верховного Совета СССР от 18 августа 1945 года удостоен звания Герой Советского Союза. Золотая Звезда № 8862. - Рябушко Григорий Максимович, лейтенант, старший лётчик 828-го штурмового авиационного полка 260-й штурмовой авиационной дивизии 4-й воздушной армии Указом Президиума Верховного Совета СССР от 18 августа 1945 года удостоен звания Герой Советского Союза. Золотая Звезда № 8016. - Тимошенко Анатолий Васильевич, капитан, командир эскадрильи 828-го штурмового авиационного полка 260-й штурмовой авиационной дивизии 4-й воздушной армии Указом Президиума Верховного Совета СССР от 18 августа 1945 года удостоен звания Герой Советского Союза. Золотая Звезда № 8215. - Шевердяев Николай Петрович, младший лейтенант, старший лётчик 828-го штурмового авиационного полка 260-й штурмовой авиационной дивизии 4-й воздушной армии Указом Президиума Верховного Совета СССР от 18 августа 1945 года удостоен звания Герой Советского Союза. Золотая Звезда № 8216. |

## Базирование
| Период            | Место базирования  |
| ----------------- | ------------------ |
| 04.1945 — 07.1945 | Пренцлау, Германия |
| 07.1945 — 12.1945 | Польша             |